# San Salvador de Jujuy
San Salvador de Jujuy is een plaats in het Argentijnse bestuurlijke gebied Dr Manuel Belgrano in de provincie Jujuy. De plaats telt 233.754 inwoners.
De stad is sinds 1934 zetel van het rooms-katholieke bisdom Jujuy.

## Geboren
- Elena Reynaga (1953), voormalig sekswerker en vrouwenrechtenactivist

## Galerij

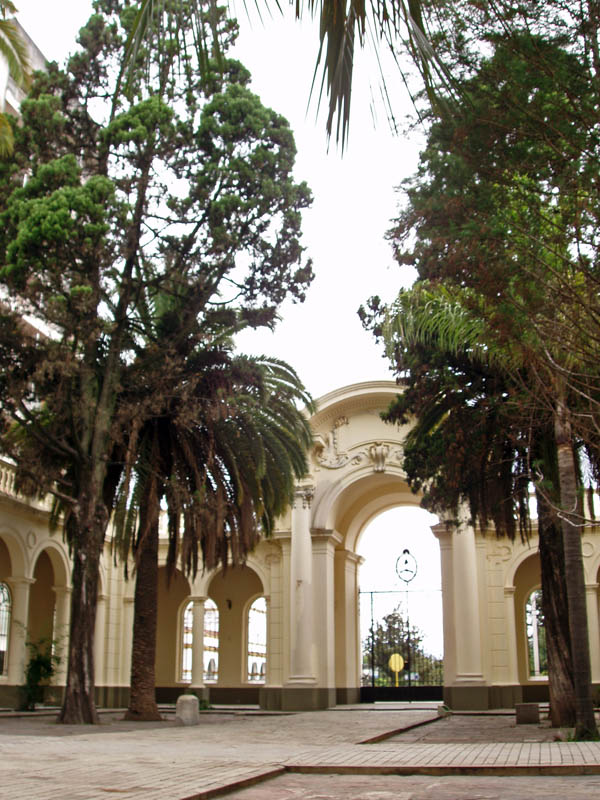
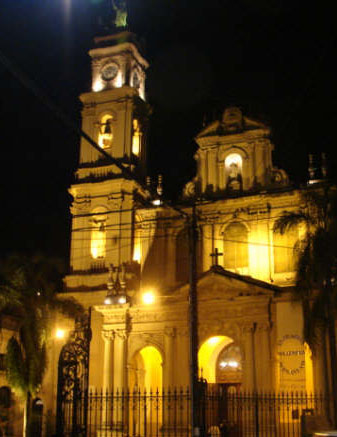
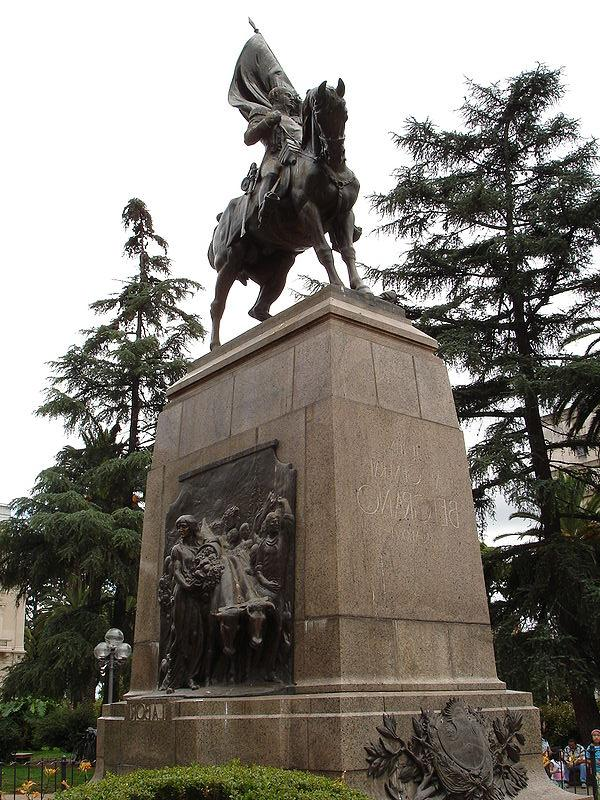